# Перцемблова воденица
Перцембловата воденица (на гръцки: Αλευρόμυλος - σησαμοτριβείο Περτσεμπλή) е историческа производствена сграда, воденица, в град Воден, Гърция.
Мелницата е бивша собственост на Теофанис Перцемблис. Използвана е за меленето на сусам при производството на тахан и сусамово масло и се задвижва с вода. Перцембловата воденица е най-добре запазеният пример на индустриалната архитектура на града, важна за изследването на еволюцията в архитектурата от периода си.
В 1997 година като пример за традиционната производствена архитектура, тя е обявена за паметник на културата.